# Symplocos sukoei
Symplocos sukoei är en tvåhjärtbladig växtart som beskrevs av C. E. C.Fischer. Symplocos sukoei ingår i släktet Symplocos och familjen Symplocaceae. Inga underarter finns listade i Catalogue of Life.